# Ель-Бутнан (муніципалітет)
30° пн. ш. 24° сх. д. / 30° пн. ш. 24° сх. д.
Ель-Бутнан — муніципалітет в Лівії. Адміністративний центр — місто Тобрук. Площа 84 996 км². Населення 159 536 чоловік (2006 рік). Муніципалітет є частиною історичної області Киренаїки.
На півночі Ель-Бутнан омивається водами Середземного моря. На сході межує з Єгиптом.